# Apanthura cracenta
Apanthura cracenta är en kräftdjursart som beskrevs av Brian Frederick Kensley 1984. Apanthura cracenta ingår i släktet Apanthura och familjen Anthuridae. Inga underarter finns listade i Catalogue of Life.